# 유제프 므위나르치크
유제프 므위나르치크(폴란드어: Józef Młynarczyk, 1953년 9월 20일, 루부시 주 노바 술 ~)는 폴란드의 전직 프로 축구 선수로, 현역 시절 골키퍼로 활약했다.
자국의 3개 구단에서 활약한 므위나르치크는 이후 해외에 진출해 프랑스와 폴란드에서 말년을 보냈는데, 포르투에서 1년 반의 기간 동안 7번의 주요 대회 우승을 거두었다.
므위나르치크는 폴란드 국가대표팀 경기에 40번 출전했고, 두 차례 월드컵에서 자국을 대표로 출전했다.

## 클럽 경력
노바 술 출신인 므위나르치크는 자국의 평범한 세 구단을 거쳐 1980년에 27세의 나이로 비제프 우치에 입단했다. 그는 우치에서 4년을 보내며 주전과 후보를 오갔고, 그동안 2번의 엑스트라클라사를 우승하고 나머지 2년 동안 준우승을 거두었다. 1982-83 시즌, 그는 비제프가 8강전에서 리버풀을 합계 4-3으로 따돌리고 준결승에 오르는 데 큰 공을 세웠다.
1984년, 31세의 므위나르치크는 프랑스의 바스티아로 둥지를 옮겼다. 1986년 1월, 그는 또다시 다른 무대로 이적했는데, 포르투갈의 포르투로 이적해 유러피언컵, 인터콘티넨털컵, 그리고 유러피언 슈퍼컵을 석권했다. 그는 오랜 기간 제 베투 골키퍼와 주전 경쟁을 펼치다가 주전 지위를 꿰찼고, 3번의 국제 대회 결승전에 모두 선발로 출전했다. 그러나, 18세의 신예 비토르 바이아가 비상하면서 1989년 6월에 은퇴를 선언했다.
므위나르치크는 은퇴 직후 포르투의 골키퍼 지도를 시작했고, 이후 전 소속 구단인 비제프 우치에서도 같은 보직을 맡았다. 2008년 4월 21일, 그는 야누시 부이치크 감독이 취임하면서 사임했다.

## 국가대표팀 경력
므위나치크는 폴란드 국가대표팀에서 7년을 활약하며 42번의 경기에 출전했는데, 첫 출전은 하부 리그의 오드라 오폴레 시절 때 했다. 그는 1982년과 1986년에 2번의 월드컵에 참가했는데, 모두 선발로 출전했고, 전자의 대회에서는 3위에 입상했고, 후자의 대회는 브라질과의 16강전 끝에 패퇴했다.
므위나르치크는 이후 국가대표팀 골키퍼 코치도 역임했지만, 이후 야체크 카지미에르스키가 그의 자리를 대신했다.

### 국가대표팀 통계
| 국가대표팀 | 연도 | 출장 | 실점 | 무실점 |
| ---------- | ---- | ---- | ---- | ------ |
| 폴란드     | 1979 | 1    | 0    | 1      |
| 폴란드     | 1980 | 5    | 8    | 0      |
| 폴란드     | 1981 | 4    | 7    | 0      |
| 폴란드     | 1982 | 7    | 5    | 4      |
| 폴란드     | 1983 | 6    | 8    | 0      |
| 폴란드     | 1984 | 7    | 4    | 3      |
| 폴란드     | 1985 | 6    | 4    | 3      |
| 폴란드     | 1986 | 6    | 11   | 2      |
| 합계       | 합계 | 42   | 47   | 13     |

## 수상

### 클럽
비제프 우치
- 엑스트라클라사: 1980–81, 1981–82

포르투
- 프리메이라리가: 1985–86, 1987–88
- 타사 드 포르투갈: 1987–88
- 수페르타사 칸디두 드 올리베이라
  - 우승: 1986
  - 준우승: 1988
- 유러피언컵: 1986–87
- 인터콘티넨털컵: 1987
- 유러피언 슈퍼컵: 1987

### 국가대표팀
폴란드
- 월드컵 3위: 1982